# Campeonato Mundial de Karate de 2006
El XVIII Campeonato Mundial de Karate de 2006 se realizó en Tampere (Finlandia) entre el 12 y el 15 de octubre de 2006 bajo la organización de la Federación Mundial de Karate y la Federación Finlandesa de Karate.

## Resultados

### Masculino
| Evento          | Oro                                | Plata                              | Bronce                                                      |
| --------------- | ---------------------------------- | ---------------------------------- | ----------------------------------------------------------- |
| Kata ind.       | Luca Valdesi · Italia ·            | Takashi Katada Japón               | Akio Tamashiro · Perú / · Antonio Díaz · Venezuela          |
| Kata por eqs.   | Italia ·                           | Francia                            | Egipto / · Japón                                            |
| Kumite -60 kg   | Hossein Rouhani Irán               | Gurban Tağıyev Azerbaiyán          | Ibrahim Khalifa · Egipto / · Montassar Tabben · Túnez       |
| Kumite -65 kg   | César Castaño Fernández · España · | Luis Plumacher · Venezuela ·       | Doni Dharmawan · Indonesia / · Marko Lučić · Croacia        |
| Kumite -70 kg   | Rafael Ağayev Azerbaiyán           | Diego Vandeschrick · Bélgica ·     | Takuro Nihei Japón / Said Farokhi Irán                      |
| Kumite -75 kg   | Jasem Modamivishkaei Irán          | David Santana Vega · España ·      | Kou Matsuhita · Japón / · Elsayed Elfeky · Egipto           |
| Kumite -80 kg   | Luigi Busà · Italia ·              | Mohamad Mohamed · Egipto ·         | Phillippe Poirier · Canadá / · Esmael Tark · Irán           |
| Kumite +80 kg   | Marko Luhamaa Estonia              | Mohanad Mohamed · Egipto ·         | Yan Baillon · Francia / · Stefano Maniscalco · Italia       |
| Kumite abierto  | Stefano Maniscalco · Italia ·      | Daniël Sarbanovic · Países Bajos · | Iván Leal Reglero · España / · Khalid Khalidov · Kazajistán |
| Kumite por eqs. | España ·                           | Bosnia y Herzegovina               | Inglaterra / · Egipto                                       |

### Femenino
| Evento          | Oro                          | Plata                          | Bronce                                                 |
| --------------- | ---------------------------- | ------------------------------ | ------------------------------------------------------ |
| Kata ind.       | Sara Battaglia · Italia ·    | Houng Ngan Nguyen Vietnam      | Eimi Kurita Estados Unidos / Myriam Szkudlarek Francia |
| Kata por eqs.   | Francia                      | Japón                          | Perú / · España                                        |
| Kumite -53 kg   | Tomoko Agara Japón           | Selene Guglielmi · Italia ·    | Kora Knühmann · Alemania / · Heba Ali · Egipto         |
| Kumite -60 kg   | Eva Medveďová · Eslovaquia · | Nassim Varasteh · Canadá ·     | Yuka Sato · Japón / · Diana Schwab · Suiza             |
| Kumite +60 kg   | Laurence Fischer Francia     | Ayaka Arai Japón               | Tamara Filipović Serbia / Jessica Bratich Australia    |
| Kumite abierto  | Yıldız Aras Turquía          | Yadira Lira Navarro · México · | Snežana Perić Serbia / Claudia Nitu Rumania            |
| Kumite por eqs. | Japón                        | España ·                       | Suiza / · Alemania                                     |

## Medallero
| Núm. | País                 | Oro | Plata | Bronce | Total |
| ---- | -------------------- | --- | ----- | ------ | ----- |
| 1    | Italia               | 5   | 1     | 1      | 7     |
| 2    | Japón                | 2   | 3     | 4      | 9     |
| 3    | España               | 2   | 2     | 2      | 6     |
| 4    | Francia              | 2   | 1     | 2      | 5     |
| 5    | Irán                 | 2   | 0     | 2      | 4     |
| 6    | Azerbaiyán           | 1   | 1     | 0      | 2     |
| 7    | Estonia              | 1   | 0     | 0      | 1     |
| 7    | Eslovaquia           | 1   | 0     | 0      | 1     |
| 7    | Turquía              | 1   | 0     | 0      | 1     |
| 10   | Egipto               | 0   | 2     | 5      | 7     |
| 11   | Canadá               | 0   | 1     | 1      | 2     |
| 11   | Venezuela            | 0   | 1     | 1      | 2     |
| 13   | Bélgica              | 0   | 1     | 0      | 1     |
| 13   | Bosnia y Herzegovina | 0   | 1     | 0      | 1     |
| 13   | México               | 0   | 1     | 0      | 1     |
| 13   | Países Bajos         | 0   | 1     | 0      | 1     |
| 13   | Vietnam              | 0   | 1     | 0      | 1     |
| 18   | Alemania             | 0   | 0     | 2      | 2     |
| 18   | Perú                 | 0   | 0     | 2      | 2     |
| 18   | Serbia               | 0   | 0     | 2      | 2     |
| 18   | Suiza                | 0   | 0     | 2      | 2     |
| 22   | Australia            | 0   | 0     | 1      | 1     |
| 22   | Croacia              | 0   | 0     | 1      | 1     |
| 22   | Estados Unidos       | 0   | 0     | 1      | 1     |
| 22   | Inglaterra           | 0   | 0     | 1      | 1     |
| 22   | Indonesia            | 0   | 0     | 1      | 1     |
| 22   | Kazajistán           | 0   | 0     | 1      | 1     |
| 22   | Rumania              | 0   | 0     | 1      | 1     |
| 22   | Túnez                | 0   | 0     | 1      | 1     |

| Predecesor: Monterrey 2004 | Campeonato Mundial de Karate Tampere 2006 XVIII edición | Sucesor: Tokio 2008 |

- Datos: Q94113
- Multimedia: 2006 World Karate Championships / Q94113